# Cói giấy
Cói giấy (danh pháp hai phần: Cyperus papyrus) là một loài thực vật thuộc họ Cói. Loài này được Carl von Linné miêu tả khoa học đầu tiên năm 1753.
Cói giấy là một loài thực vật thân thảo sống lâu năm bản địa châu Phi, và tạo thành các thảm thực vật đầm lầy giống như lau sậy trong vùng nước nông.
Trong lịch sử, chúng đã được con người sử dụng từ lâu, đặc biệt là Ai Cập cổ đại, nó là nguồn gốc của giấy cói, các phần của nó có thể được ăn, và thân có khả năng nổi cao có thể được làm bè. Nó thường được trồng như một cây cảnh.